# Vučje
Vučje (cyr. Вучје) – miasteczko w Serbii, w okręgu jablanickim, w mieście Leskovac. W 2011 roku liczyło 2865 mieszkańców.
Znajduje się tu elektrownia wodna z 1903 roku.